# Hakea loranthifolia
Hakea loranthifolia (лат.) — кустарник, вид рода Хакея (Hakea) семейства Протейные (Proteaceae), произрастающий в округе Уитбелт Западной Австралии. Цветёт с августа по сентябрь.

## Ботаническое описание
Hakea loranthifolia — прямостоячий умеренно-разветвлённый кустарник высотой от 2 до 3 м с голыми ветвями. Вечнозелёные листья имеют эллиптическую или яйцевидную форму, иногда волнистую, имеет длину от 4,2 до 8,5 см и ширину от 13 до 23 мм. Листья имеют от одной до трёх продольных жилок сверху и от трёх до пяти — снизу. Цветёт с августа по сентябрь и даёт белые цветы.

## Таксономия
Вид Hakea loranthifolia был описан швейцарским ботаником Карлом Мейсснером в 1845 году как часть работы Proteaceae. Plantae Preissianae немецкого ботаника Иоганна Георга Христиана Лемана. Считается, что видовой эпитет — от названия рода Loranthus (ремнецветник) и латинского слова folius, означающего «лист», что относится к сходству листьев вида с листьями ремнецветника. Правильное слово для «листа» в классической и ботанической латыни, однако, folium.

## Распространение и местообитание
H. loranthifolia эндемичен для области округа Уитбелт в Западной Австралии между Нортамом на севере и Наррогином на юге. Встречается на песчано-гравийных почвах, часто вокруг латерита. Часто встречается на отколовшихся участках и вокруг них и является частью подлеска в открытых лесных сообществах Eucalyptus wandoo и Eucalyptus accedens.